# Königsbrunn
Königsbrunn ist die größte Stadt im schwäbischen Landkreis Augsburg.

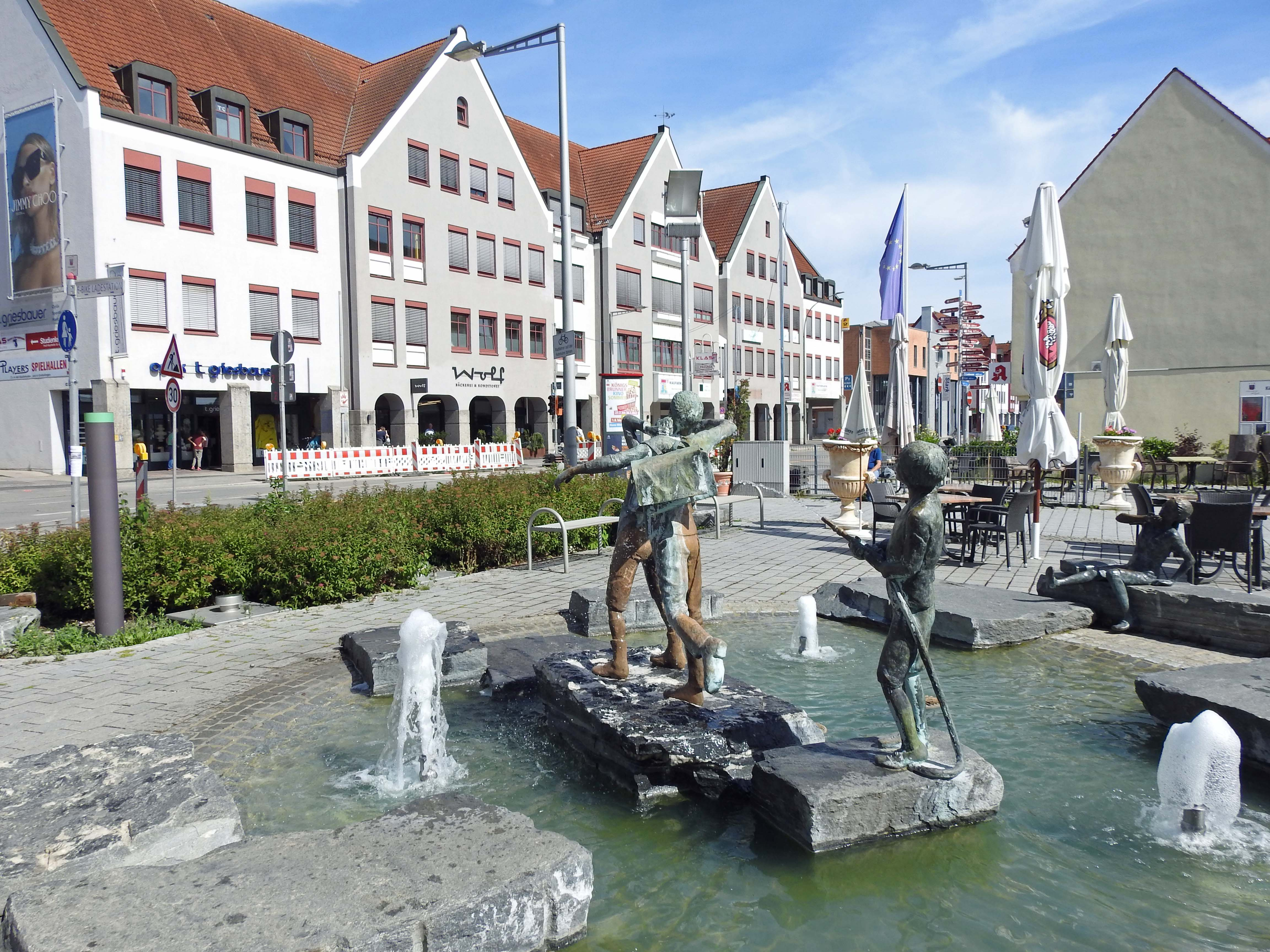
Europaplatz in Königsbrunn

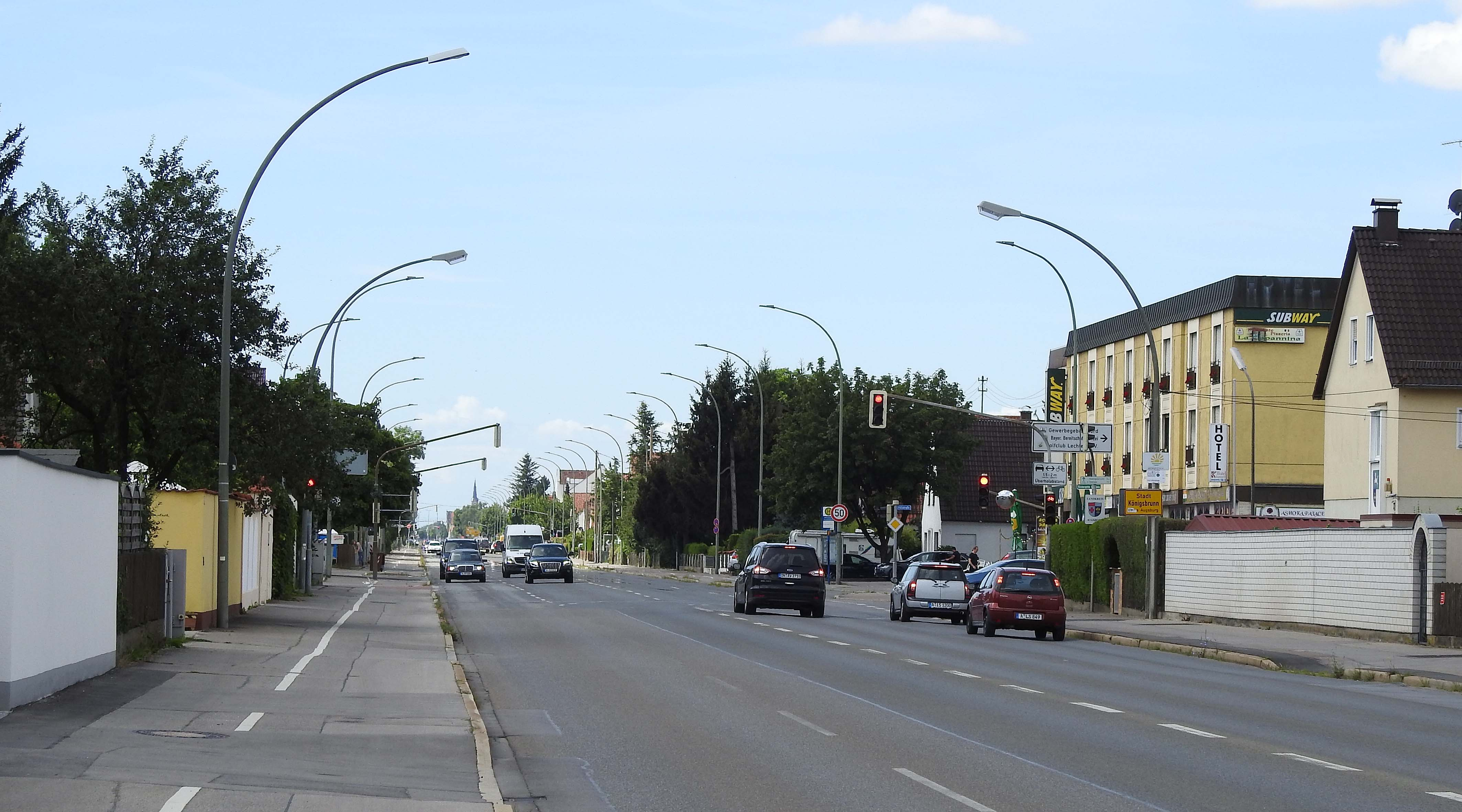
Königsbrunn von Norden – Haunstetter Straße

## Geografie

### Lage
Königsbrunn liegt im Osten des bayerischen Regierungsbezirks Schwaben und grenzt im Südosten an Oberbayern. Das Stadtgebiet befindet sich auf dem Lechfeld, einer Schotterebene südlich von Augsburg zwischen den Alpenflüssen Lech und Wertach. Königsbrunn grenzt im Norden an die ehemalige Stadt Haunstetten, die seit 1972 ein Stadtteil Augsburgs ist.

### Gemeindegliederung
Es gibt nur den Gemeindeteil Königsbrunn und die Gemarkung Königsbrunn.
Auf der amtlichen Karte findet sich der Wohnplatz Fohlenhof an der Ostgrenze der Gemeinde. Die Lechaumühle gehört bereits zu der im Osten angrenzenden Gemeinde Schmiechen im Landkreis Aichach-Friedberg.

## Geschichte
Königsbrunn ist eine der jüngsten Siedlungen Bayerns. 1833 wurden Brunnen an der sogenannten Hochstiftstraße errichtet, 1836 bauten die ersten Siedler bei diesen Königsbrunnen ihre damals in der Flur Bobingen gelegenen Häuser. Auf Antrag der Siedler wurde Königsbrunn am 7. Januar 1842 zur Gemeinde und 1967 zur Stadt erhoben.

### Vor- und Frühgeschichte

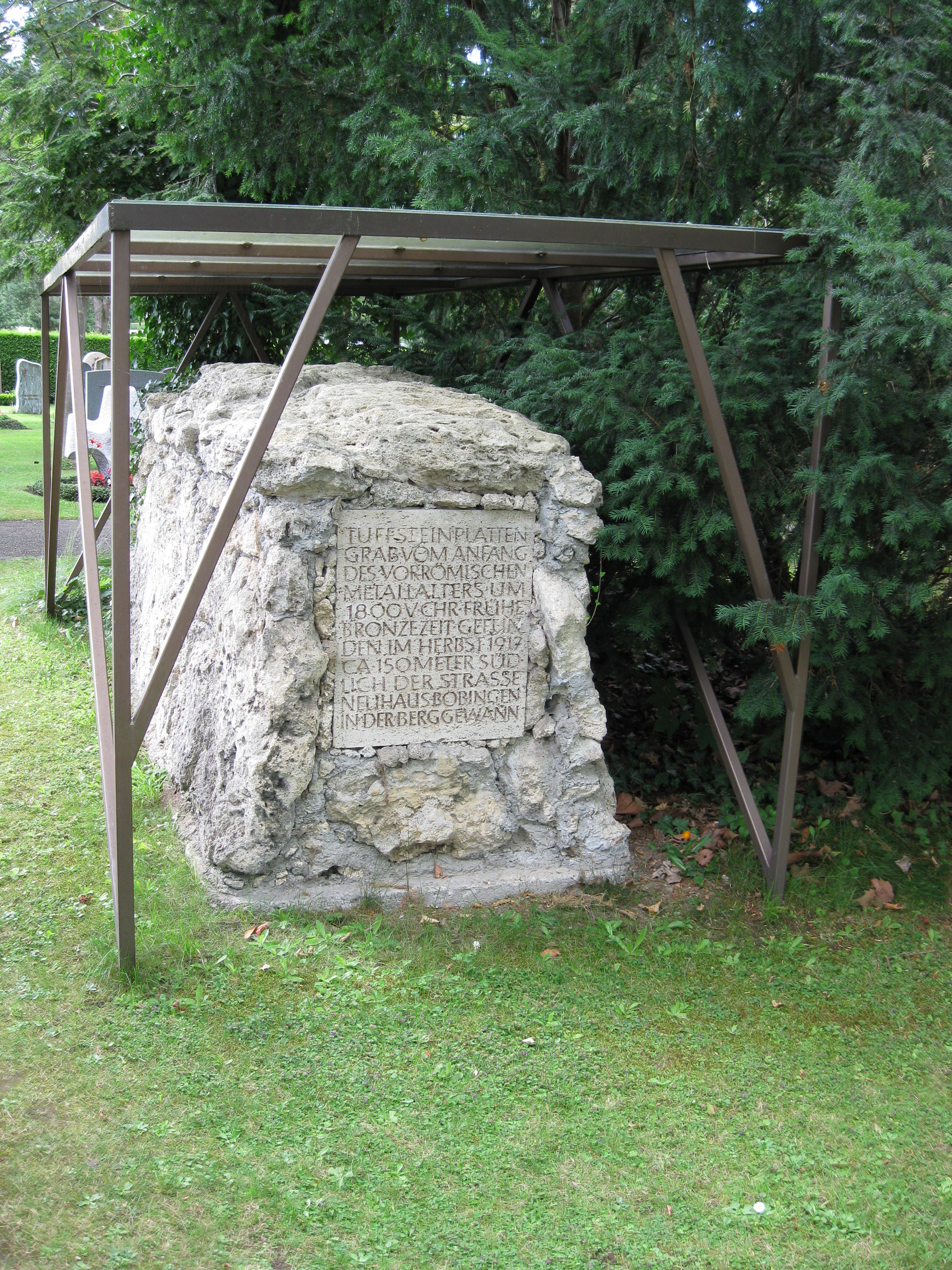
Grab aus der Bronzezeit

Zahlreiche archäologische Ausgrabungen weisen auf eine Besiedelung des Königsbrunner Bodens bereits in der Jungsteinzeit (ca. 3000 v. Chr.) und der Glockenbecherkultur (ca. 2300 v. Chr.) hin. Im Jahr 1917 wurde auf einem Königsbrunner Acker ein spektakulärer Fund aus der frühen Bronzezeit (2200 bis 1700 v. Chr.) freigelegt: eine vollständig erhaltene Steinkiste aus Kalktuff.
In der späten Hallstattzeit (500–400 v. Chr.) siedelten Kelten auf der Flur. Bis jetzt wurden rund 50 Häuser ihres Dorfes freigelegt. Die Kelten, die in diesem Teil Rätiens lebten, gehörten der Stämmegruppe an, die die Römer Vindeliker nannten.
Mit dem Jahr 15 v. Chr. endete die Herrschaft der Kelten in Rätien; ihr Gebiet ging an das Römische Reich. Im selben Jahr wurde nördlich des heutigen Königsbrunn ein Legionslager gegründet, aus dem die Römerstadt Augusta Vindelicum, das heutige Augsburg, entstand. Besiedlungsbelege in Königsbrunn aus der Römerzeit sind ein Mithräum sowie mehrere römische Gutshöfe (villae rusticae). Die im Jahr 46 ausgebaute Via Claudia Augusta, die bedeutendste Römerstraße nördlich der Alpen, führte direkt durch Königsbrunn nach Augsburg und ist heute noch an einzelnen Stellen gut zu erkennen. Heute liegt Königsbrunn am Fernradweg Via Claudia Augusta, der entlang der gleichnamigen antiken Römerstraße verläuft.

### Mittelalter
Mit dem Ende der Römerzeit endete, soweit bekannt, die Besiedelung in Königsbrunn. Die römischen Gutshöfe, das Mithräum usw. verfielen und gerieten während des Mittelalters vollständig in Vergessenheit. Es wird angenommen, dass die Schlacht auf dem Lechfeld (955), in der König Otto sowie Ulrich von Augsburg die Ungarn besiegten, zumindest teilweise auf Königsbrunner Gebiet stattfand. Dieses Ereignis hatte für das ganze Abendland Bedeutung. Archäologische Funde, die eine nähere Lokalisierung der Lechfeldschlacht erlauben würden, fehlen jedoch bislang.
Die Römerstraße Via Claudia Augusta verfiel zwar ebenfalls, doch wurde ihre Trasse weiterhin als wichtige Verbindungsstraße genutzt. Ab dem 17. Jahrhundert erfuhr sie eine verstärkte Nutzung zwischen Augsburg und dem vielbesuchten Wallfahrtsort Klosterlechfeld im Süden von Augsburg.

### Neubesiedelung

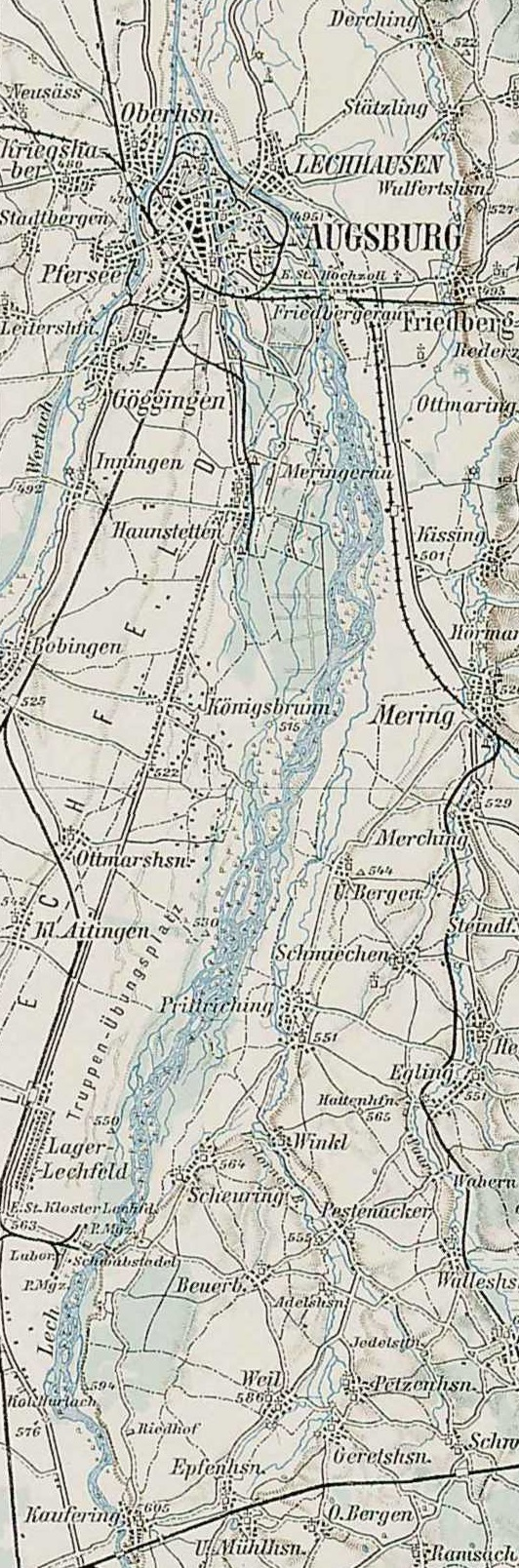
Die Karte von 1904 zeigt den noch unbegradigten Lech und Königsbrunn als Straßendorf

Im Jahr 1688 wurde im Süden des heutigen Königsbrunns ein Zollhaus, das „Neuhaus“, erbaut (heute Landsberger Straße 58). An diesem Haus zweigte eine neue Straße im spitzen Winkel von der Via-Claudia-Trasse ab, die Sigismund von Habsburg hatte bauen lassen. Diese Straße führte ab hier schnurgerade über Klosterlechfeld nach Landsberg. Da für sie jedoch Maut zu bezahlen war, wurde sie kaum genutzt und der Hauptverkehr bevorzugte weiter die alte Römerstraße.
Im Zollhaus war auch eine Vorspannstation und das Gasthaus „Zum Lechfeldwirt“, dessen Wirt das Käserei-, Bäckerei-, Metzgerei- und Brauereirecht innehatte. Da dies das einzige Gasthaus auf der 18 Kilometer langen Strecke zwischen Haunstetten und Klosterlechfeld war, florierte der Betrieb und der Wirt konnte im Jahr 1734 auf der gegenüberliegenden Straßenseite die Nepomukkapelle errichten.
Im Jahr 1833 ließ König Ludwig I. von Bayern zwischen Augsburg und Klosterlechfeld drei Brunnen zur Versorgung der Fuhrleute und Wallfahrer graben. Diese Brunnen erhielten von Reisenden und Bewohnern des Umlandes bald die Bezeichnung „Königsbrunnen“. Sie waren Voraussetzung für die nachfolgende Besiedlung und begründen den Ursprung des Ortsnamens. Das Wappen der Stadt Königsbrunn zeigt auf rotem Grund eine goldene Königskrone, die über einem silbernen Ziehbrunnen schwebt.
Die Siedlung wuchs bald zum längsten Straßendorf Bayerns (ca. 7 km), da sich die Bebauung über längere Zeit fast ausschließlich entlang der Hauptstraße des Ortes vollzog. Die Bevölkerung Königsbrunns bestand damals vorrangig aus Landwirten, die den kargen, steinigen Boden bewirtschafteten. Diese waren zum großen Teil zugezogene Zweit- und Drittsöhne von Bauern aus Württemberg und Hessen, dem Ries und dem Donaumoos, die hier preiswerten Grund erwerben konnten.
So entstand am Randbereich der Bobinger Flur die Kolonie Königsbrunn. Im Jahr 1842 wurde sie zur eigenen Gemeinde erhoben. Zu dem Zeitpunkt lebten in ihr 431 Personen, darunter 237 Kinder. Durch die Herkunft der Siedler hielten sich in der jungen Gemeinde, anders als im überwiegend katholisch geprägten Umland, die beiden Konfessionen fast die Waage. So wurden in Königsbrunn diverse Einrichtungen von Anfang an zweifach angelegt. Die erste katholische und die erste evangelische Schule entstanden 1846. 1848 wurde ein protestantischer Friedhof angelegt, 1850 ein katholischer. Die erste katholische Kirche, St. Ulrich, wurde 1855–1858 erbaut. Ihr folgte 1859–1861 die evangelisch-lutherische Kirche St. Johannes. Beide Gotteshäuser haben denselben Architekten und ähneln sich äußerlich sehr. Sie befinden sich beide direkt an der alten Hauptstraße, aber auf verschiedenen Straßenseiten und in einem Kilometer Abstand voneinander. In den folgenden Jahrzehnten wuchs das Straßendorf Königsbrunn nach und nach auch in die Breite.

### Wachstum zur Stadt
Die Einwohnerzahl betrug im Jahr 1939 rund 3000. Nach dem Zweiten Weltkrieg erhöhte sich die Einwohnerzahl sprunghaft durch die Zuweisung von Heimatvertriebenen. 1948 wurde der damals 24-jährige Fritz Wohlfarth († 6. Dezember 2010) zum 1. Bürgermeister Königsbrunns gewählt. Der damals jüngste Bürgermeister Bayerns hatte großen Einfluss auf die Entwicklung des Ortes in den folgenden Jahrzehnten.
Wohlfarth erkannte die Chancen in der Wohnungsnot, die durch die Vertriebenen entstanden war, und förderte den Wohnungsbau, den Bau von Schulen und die Ansiedelung von Gewerbebetrieben. Die König-Ludwig-Schule wurde 1954 eingeweiht, 1960 die König-Otto-Schule. Die Staatliche Mittelschule (heute Via-Claudia-Realschule) nahm ihren Unterricht 1964 in den Räumen der König-Ludwig-Schule auf und bezog zum Schuljahr 1965/66 ihren eigenen Bau an der Schwabenstraße mit Schwimmbad und Turnhalle. Das mathematisch-naturwissenschaftliche Gymnasium nahm seinen Unterricht 1966 auf und bezog 1971 ein eigenes Gebäude mit Doppelturnhalle und Schwimmbad. Bei der Stadterhebung 1967 war die Gemeinde bereits auf rund 11.000 Bürger angewachsen.

### Entwicklung als Stadt

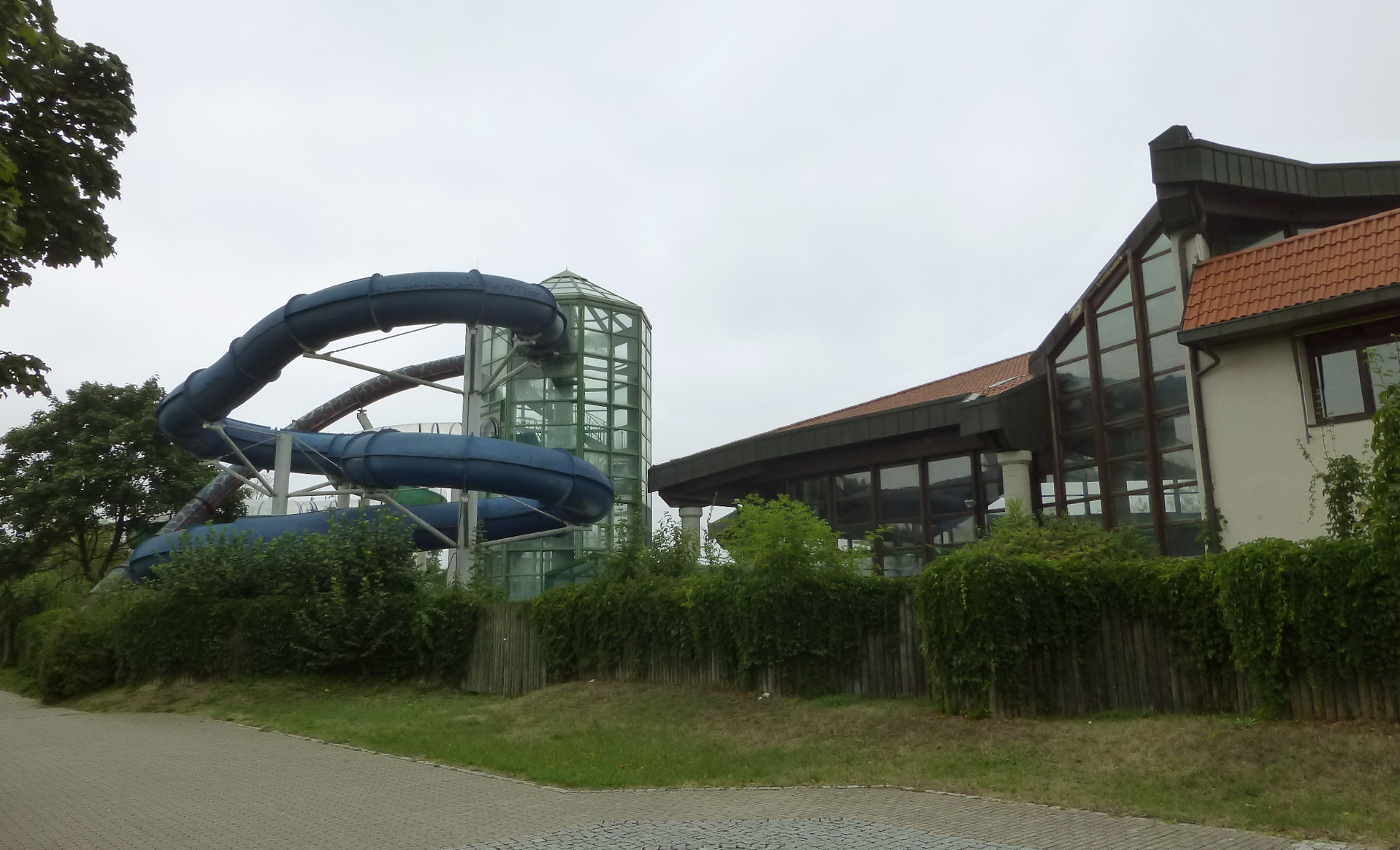
Die ehemalige Königstherme (abgerissen)

Die Schule für Lernbehinderte nahm ihren Betrieb 1967 auf. Ihr folgte der Bau eines großen Behindertenschulzentrums mit Sportstadion, Sportanlage und Dreifachturnhalle. Mit dem Bau des Freizeitbades „Königstherme“ (dieses mittlerweile wieder abgerissen) und der benachbarten Eishalle gelang es 1985, einen weiteren Anziehungspunkt in Königsbrunn zu errichten; 2001 folgte ein Multiplex-Kino mit dem Namen „Hollyworld-Movieplex“ (heute im Cineplex-Verbund).
Die alte Hauptstraße des früheren Straßendorfs wurde in den 1960er und 70er Jahren unter Zerstörung hunderter alter Alleelinden vierspurig ausgebaut und durchschneidet bis heute als ehemaliger Teil der Bundesstraße 17 zwischen Augsburg und Landsberg/Lech ähnlich einer Stadtautobahn den Ort. 1977 wurde eine neue autobahnähnliche Trasse der B 17 am Rand der Hochterrasse westlich von Königsbrunn in Betrieb genommen, die die fortan zur Unterscheidung „alte B 17“ genannte Königsbrunner Hauptstraße entlastete. Zur weiteren Beruhigung des Verkehrs im Zentrum von Königsbrunn wurden Umgehungsstraßen westlich und östlich der Stadt erbaut und Ampelkreuzungen in Kreisverkehre umgewandelt. Die Hauptstraße wurde im mittleren Abschnitt in Bgm.-Wohlfarth-Straße umgetauft und im Jahr 2003 zwischen den beiden Kirchen St. Ulrich und St. Johannes von vier auf zwei Spuren zurückgebaut und umgestaltet. Im Areal westlich der Königstherme wurde eine weitere Sportanlage erbaut und der Aussichts- und Rodelhügel „Ulrichshöhe“ angelegt.

### Einwohnerentwicklung
Zwischen 1988 und 2018 wuchs die Stadt von 20.183 auf 28.076 um 7.893 Einwohner bzw. um 39,1 %.
Die Einwohnerzahlen von 1842 bis 1987 beziehen sich auf die Gemeindefläche von 1987.
| Bevölkerungsentwicklung | Bevölkerungsentwicklung | Bevölkerungsentwicklung | Bevölkerungsentwicklung | Bevölkerungsentwicklung | Bevölkerungsentwicklung | Bevölkerungsentwicklung | Bevölkerungsentwicklung | Bevölkerungsentwicklung | Bevölkerungsentwicklung | Bevölkerungsentwicklung | Bevölkerungsentwicklung | Bevölkerungsentwicklung | Bevölkerungsentwicklung | Bevölkerungsentwicklung |
| ----------------------- | ----------------------- | ----------------------- | ----------------------- | ----------------------- | ----------------------- | ----------------------- | ----------------------- | ----------------------- | ----------------------- | ----------------------- | ----------------------- | ----------------------- | ----------------------- | ----------------------- |
| Jahr                    | 1842                    | 1900                    | 1939                    | 1950                    | 1961                    | 1970                    | 1987                    | 1991                    | 1995                    | 2000                    | 2005                    | 2010                    | 2015                    | 2020                    |
| Einwohner               | 431                     | 1.954                   | 3.026                   | 4.564                   | 7.215                   | 12.796                  | 19.231                  | 22.607                  | 25.038                  | 26.539                  | 27.551                  | 27.406                  | 27.772                  | 28.075                  |

## Politik

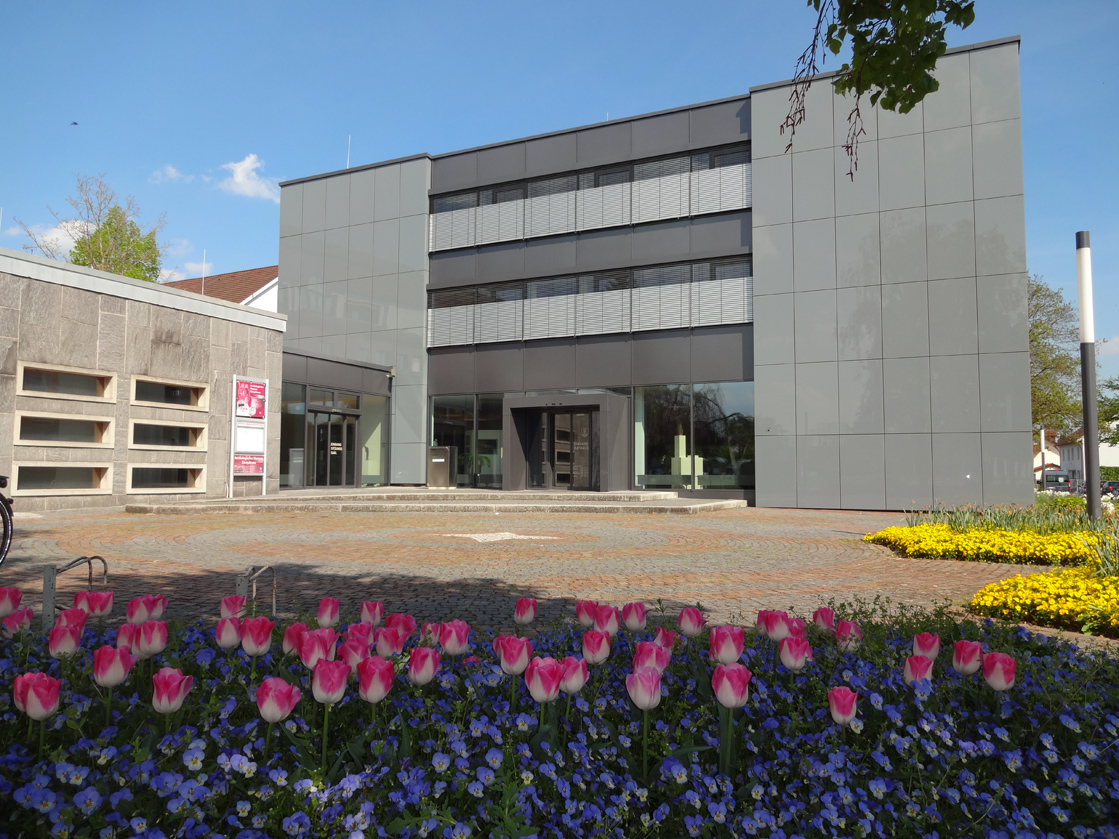
Königsbrunner Rathaus

### Stadtrat
Sitzverteilung im 30-köpfigen Stadtrat (Stand Kommunalwahl 2020):
- CSU: 12 Sitze
- GRÜNE: 5 Sitze
- Freie-Wähler-Gruppe: 5 Sitze
- SPD: 3 Sitze
- FDP/Bürgerforum: 2 Sitze
- AfD: 2 Sitze
- Bürgerbewegung Königsbrunn e. V.: 1 Sitz

### Bürgermeister
Die nachfolgende Liste beinhaltet die (1.) Bürgermeister von Königsbrunn seit Gründung der Gemeinde:
1842: Michael Vogel
1842–1844: Philipp Bork
1844: Isidor Kögel
1844–1847: Anton Hadereker
1847–1850: Anton Waldmeyer
1850–1851: Ignaz Regnier
1851–1854: Sebastian Benz
1854–1857: Jakob Wahl
1857–1866: Lucian Luger
1866–1874: Johann Rager
1874: Kaspar Schabert
1874–1900: Matthias Wahl (Sohn des Jakob Wahl)
1900–1911: Johannes Wahl (Sohn des Matthias Wahl)
1912–1924: Jakob Pfitzenmaier
1935–1945: Jakob Schreijak
1945: Hermann Herget
1945–1948: Xaver Salvamoser
1948–1984: Fritz Wohlfarth (FWG, ab 1956 CSU)
1984–1996: Adam Metzner (CSU)
1996–2014: Ludwig Fröhlich (CSU, ab 2013 FWG)
seit 2014: Franz Feigl (CSU)

### Wappen
| Wappen Stadt Königsbrunn | Blasonierung: „In Rot über einem aus dem unteren Schildrand aufwachsenden silbernen Ziehbrunnen schwebend eine goldene Königskrone.“ |
| Wappen Stadt Königsbrunn | Wappenbegründung: Das Hoheitszeichen von Königsbrunn ist ein redendes Wappen: der Brunnen des Königs. 1833 wurden hier Schöpfbrunnen angelegt, an denen sich Reisende, die nicht in der Gastwirtschaft einkehren wollten, mit Wasser versorgen konnten. Die Hauptfarben des Wappens Rot und Silber weisen darauf hin, dass das Gebiet der heutigen Stadt Königsbrunn ehemaliges Territorium des Hochstifts von Augsburg bis zur Säkularisation 1803 war. Dieses Wappen wird seit 1959 geführt. |

### Partnerstädte
Kroatien: Königsbrunn ist seit 1996 Partnerstadt von Rab auf der Insel Rab.

## Kultur und Sehenswürdigkeiten

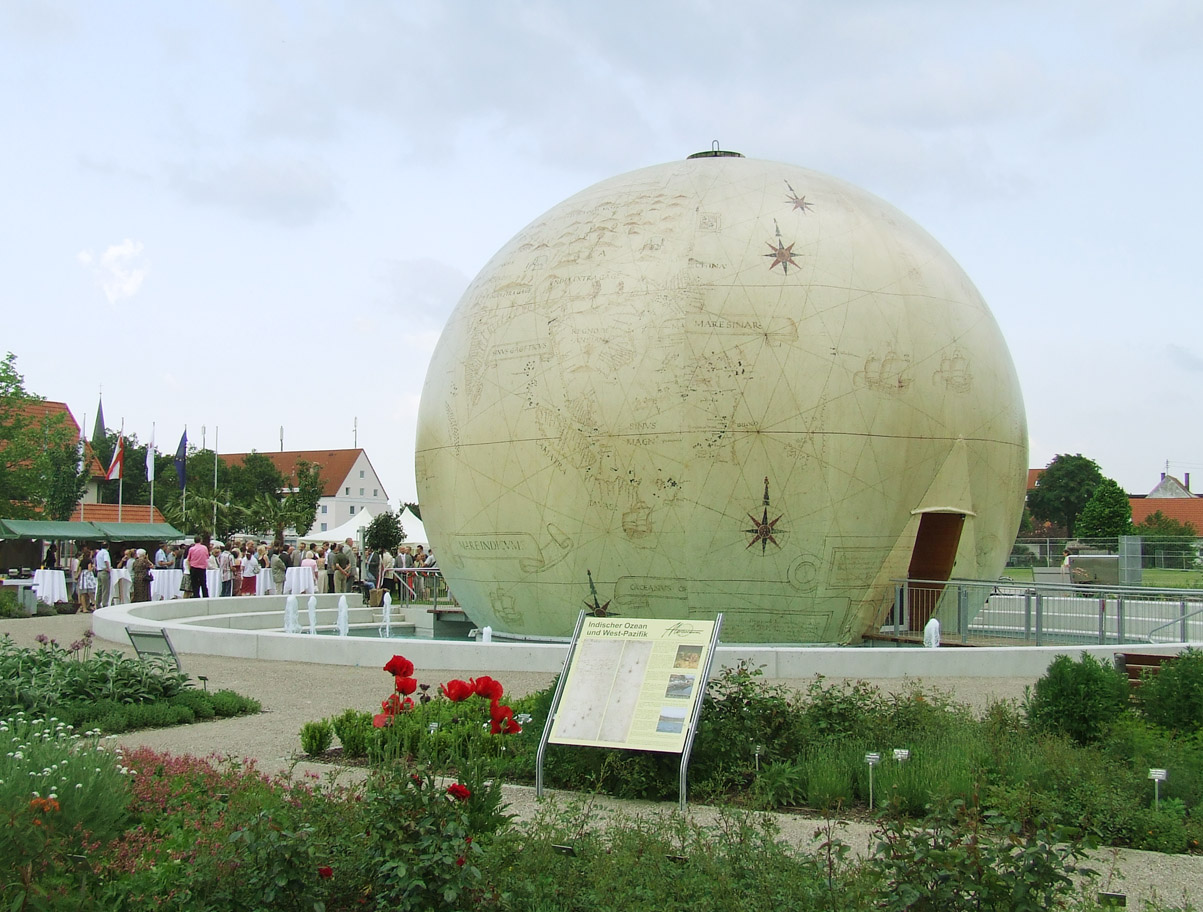
Mercateum

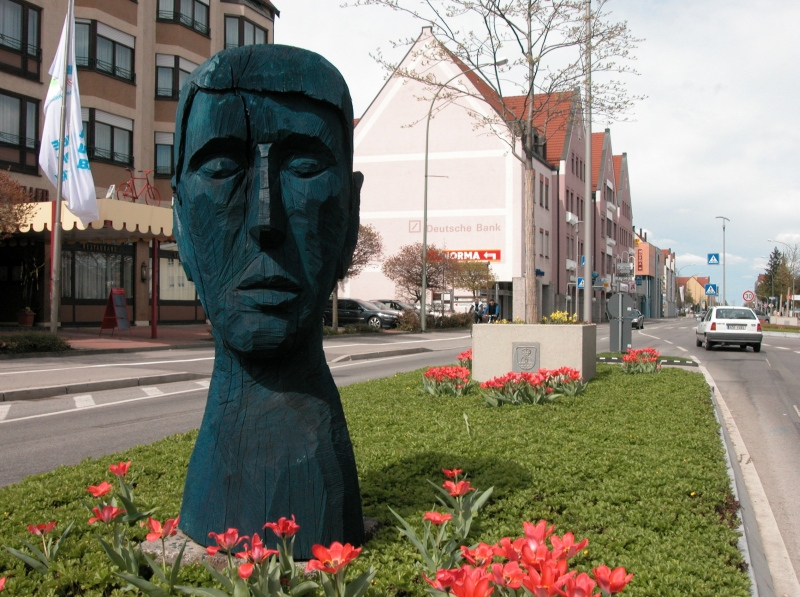
Skulptur im neu gestalteten Stadtzentrum von Königsbrunn

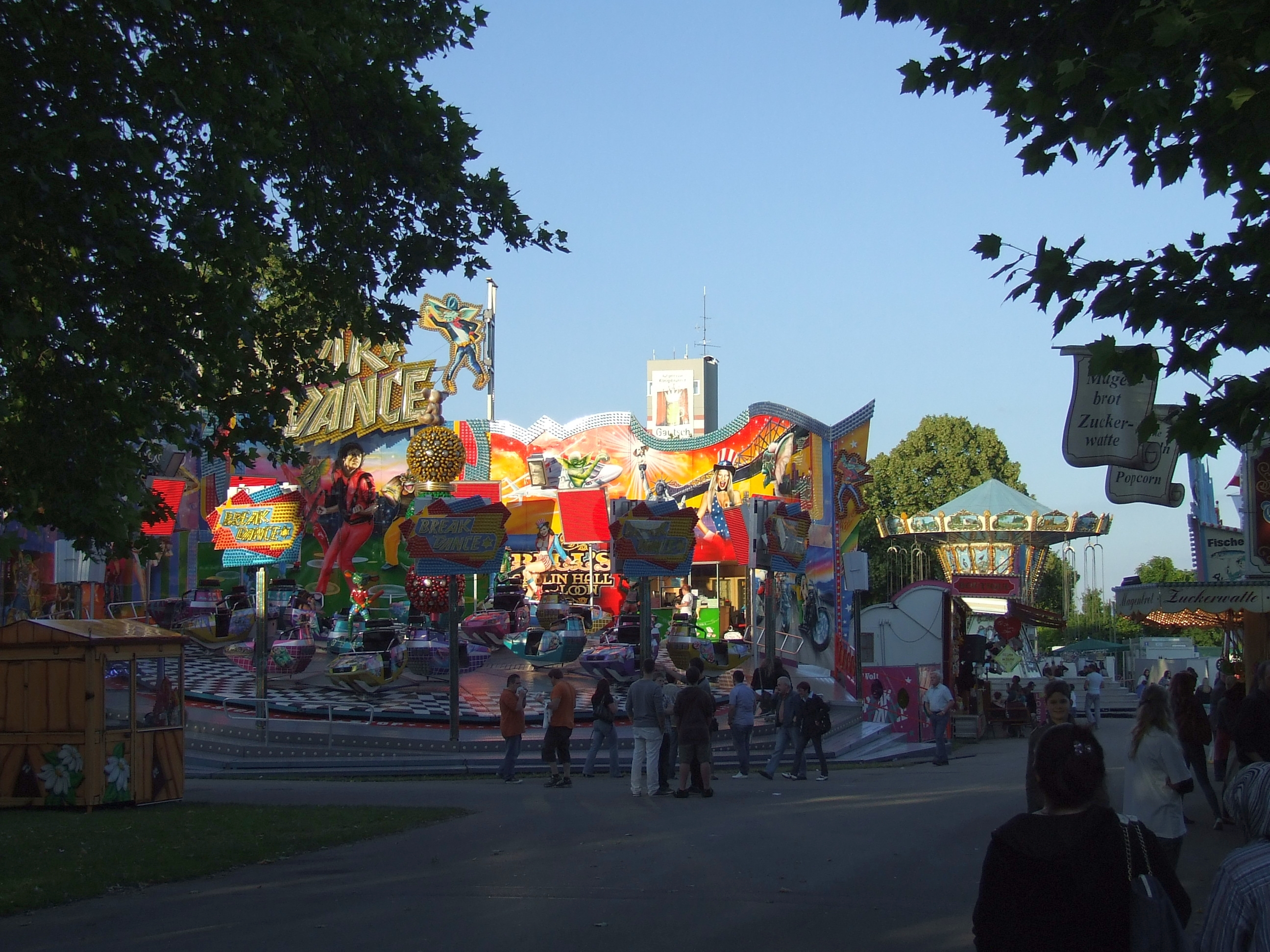
Die Königsbrunner Gautsch, ein Volksfest, dessen Name auf das Gautschen zurückgeht.

### Sehenswürdigkeiten
- Archäologisches Museum Königsbrunn
- Mithräum (im städtischen Friedhof)
- Lechfeldmuseum (volkskundliche Sammlungen mit der Heimatstube der 1945/1946 vertriebenen Bewohner aus Liebenau in Nordböhmen, dem heutigen Hodkovice nad Mohelkou in Tschechien. Siehe auch: Heimatstube Reichenberg in Augsburg)
- Naturmuseum Königsbrunn (Naturwissenschaftliche Sammlung Dr. Fischer)
- Mercateum (größter historischer Globus der Welt)

Viele Jahre war das Freizeit- und Erholungsbad „Königstherme“ (1984–2015) die größte Sehenswürdigkeit der Stadt mit zeitweise über 100.000 Besuchern im Jahr.

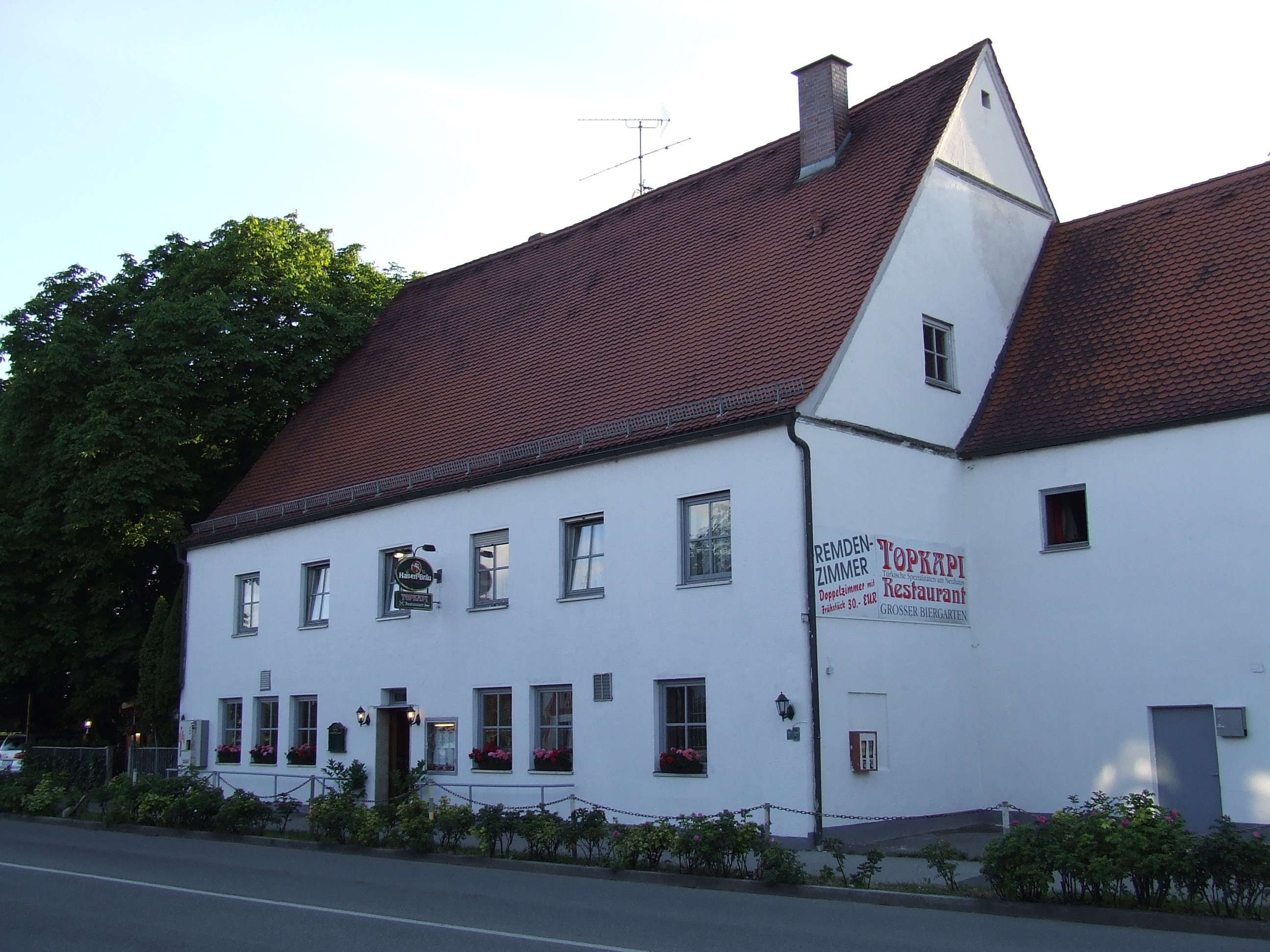
Das Neuhaus, das älteste Haus Königsbrunns
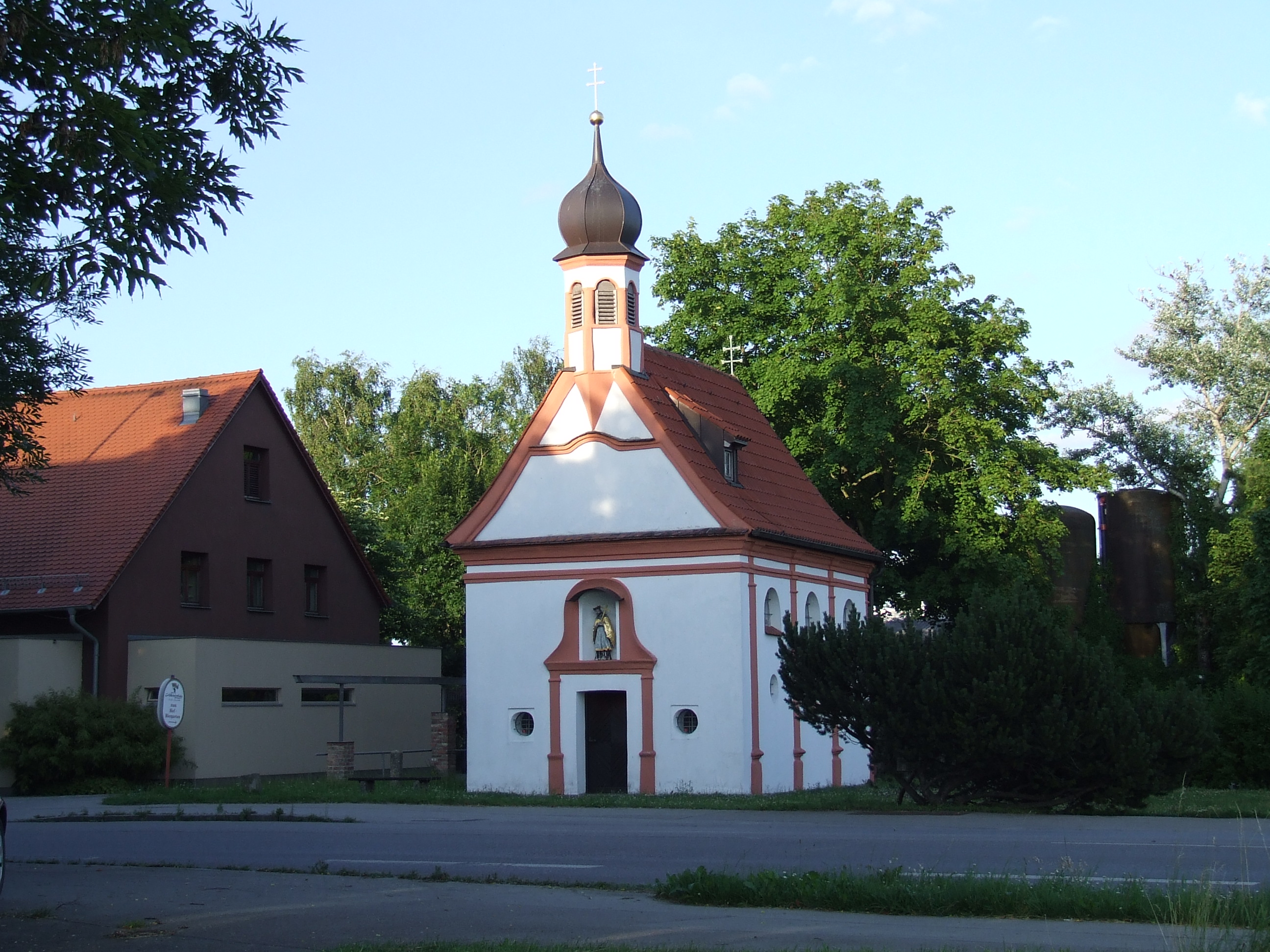
Die Nepomukkapelle
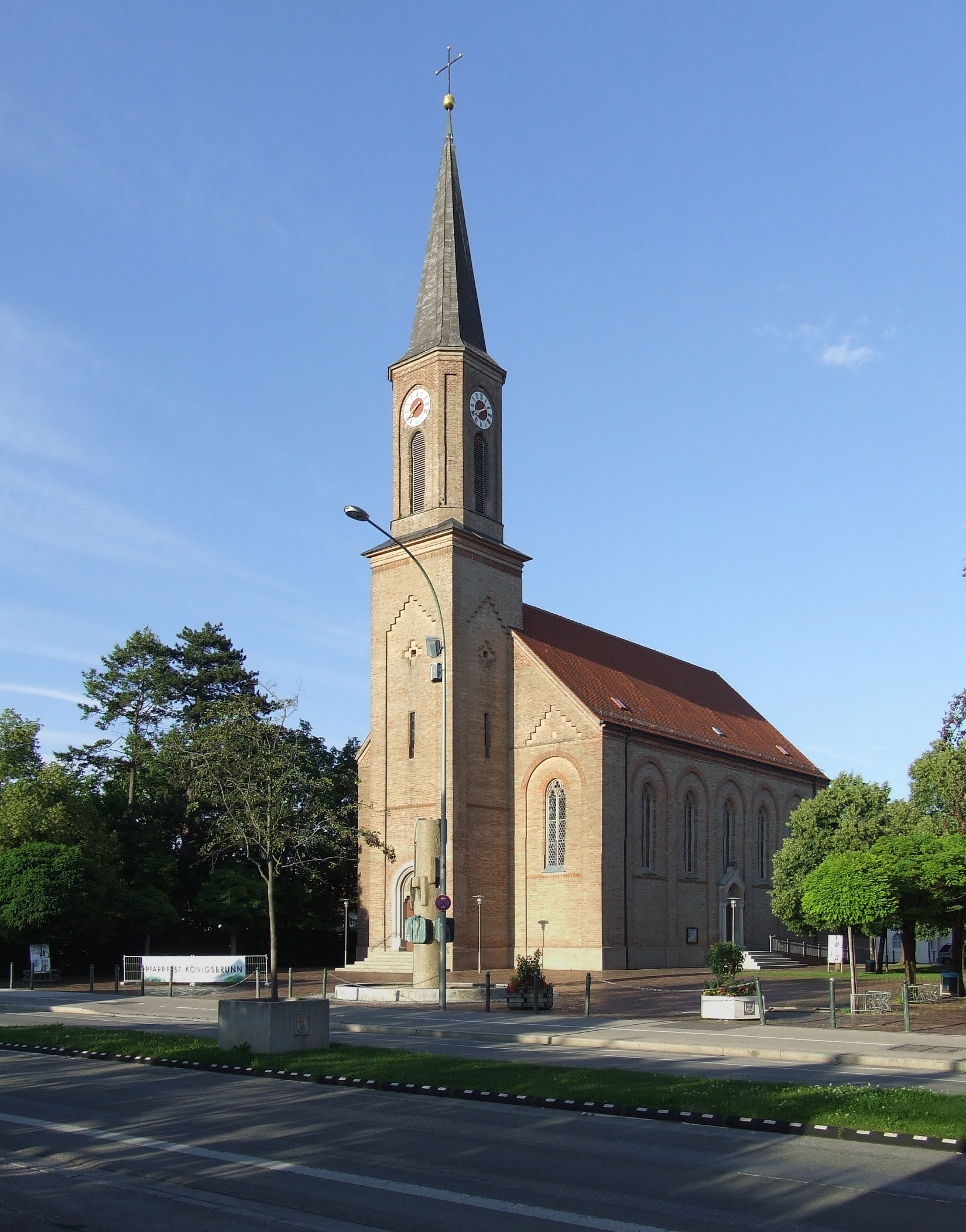
St. Ulrich
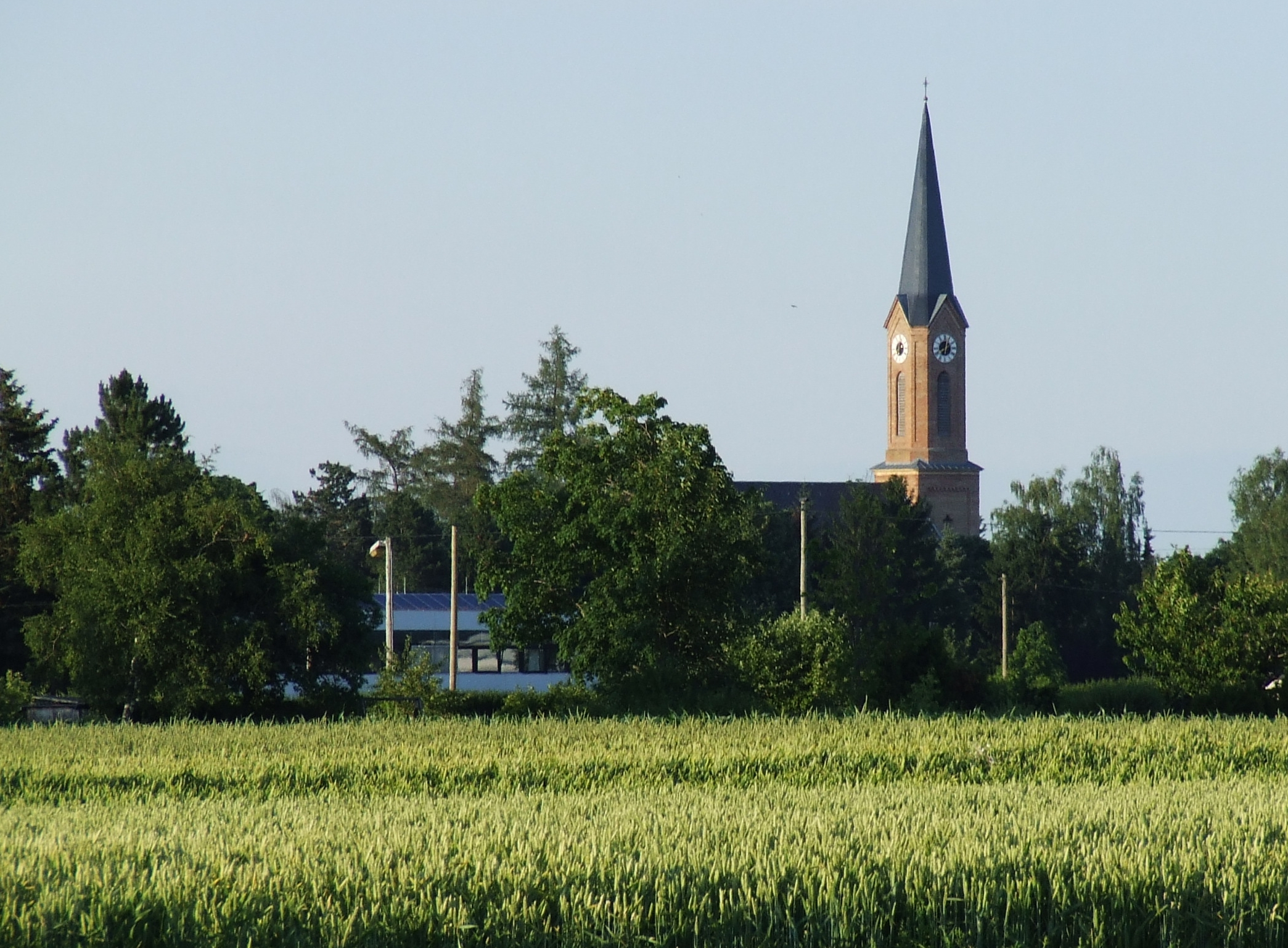
St. Johannes

### Natur und Gewässer
- Königsbrunner Heide, Lechtalheiden (auf Augsburger Stadtgebiet)
- Ilsesee (auf Augsburger Stadtgebiet)
- Gymnasiumsweiher, Hausleiterweiher, Hermannweiher, Hintersee, Kringweiher, Petriweiher
- Lech, Mandichosee (kein Berührungspunkt zu Königsbrunner Stadtgebiet)
- Lochbach (durchquert an keiner Stelle Königsbrunner Stadtgebiet)
- Auensee im Lechauwald bei Unterbergen nahe dem Lochbachanstich (auf Schmiechener Gemeindegebiet)
- Verschiedene Fischweiher im Süden der Stadt, z. B. Römersee, Alemannensee (beide auf Oberottmarshausener Gemeindegebiet)

### Kirchen
- katholische Pfarrkirche St. Ulrich
- katholische Pfarrkirche Zur Göttlichen Vorsehung, erbaut 1966–1971 von Justus Dahinden
- katholische Pfarrkirche Maria unterm Kreuz
- evangelische Kirche St. Johannes

Die drei katholischen Pfarreien werden seit Herbst 2004 in einer Pfarreiengemeinschaft geleitet.

### Religionen
Etwa die Hälfte der Königsbrunner Einwohner ist römisch-katholisch, knapp ein Viertel evangelisch. Ein weiteres knappes Viertel gehört einer anderen Religion an oder ist konfessionslos. Seit 2008 befindet sich in Königsbrunn der Wat Phra Dhammakaya Bavaria, ein Zentrum der buddhistischen Dhammakaya-Sekte aus Thailand.

### Sport
- DEC Tigers Königsbrunn (Fraueneishockey, 1987–2006)
- EHC Königsbrunn (Eishockey, gegründet 1951 als TSV Königsbrunn, seit 1991 ESV Königsbrunn, seit 2013 EHC Königsbrunn)
- Königsbrunn Ants (American Football, gegründet 1983 als Augsburg Ants, seit 1987 in Königsbrunn)
- Abteilung Tischtennis des TSV Königsbrunn (gegründet 1953, aktuell (2018/2019) renommierter TT-Bayernligist; Lizenzträger Sport Pro Gesundheit)
- SV Türkgücü Königsbrunn (Fußball: 1. Mannschaft Herren Bezirksliga Schwaben Süd, Frauen Kreisliga Augsburg Süd)[17]

### Puzzletage
Am 26. September 2004 veranstaltete die Stadt mit der Ravensburger AG den 1. Deutschen Puzzletag und erzielte einen Eintrag im Guinness-Buch der Rekorde für den Weltrekord im Legen der längsten Puzzle-Kette.
Am 17. September 2006 trat Königsbrunn am 2. Deutschen Puzzletag gegen die Stadt Buxtehude an. Beide Städte sollten in fünf Stunden möglichst 5000 Puzzles verschiedener Größen legen. Königsbrunn übertraf mit 2,5 km Puzzles die Stadt Buxtehude um 600 m. Es wurden fast 1 Mio. gültige Puzzleteile gewertet, über 90 Prozent der 5000 Puzzles wurden rechtzeitig fertiggestellt, was einen weiteren Eintrag im Guinness-Buch der Rekorde zur Folge hatte.

## Wirtschaft und Infrastruktur

### Wirtschaft
Es gab 2022 nach der amtlichen Statistik im produzierenden Gewerbe 2283 (2017: 2334 Beschäftigte) und im Bereich Handel, Verkehr und Gastgewerbe 1795 sozialversicherungspflichtig Beschäftigte am Arbeitsort (2017: 1780). In sonstigen Wirtschaftsbereichen waren am Arbeitsort 3124 Personen (2017: 2788 Personen) sozialversicherungspflichtig beschäftigt. Sozialversicherungspflichtig Beschäftigte am Wohnort gab es insgesamt 11750 (2017: 11468 Beschäftigte). Im verarbeitenden Gewerbe gab es 21 (2017: 20 Betriebe), im Bauhauptgewerbe 26 Betriebe (2017: 26 Betriebe). Zudem bestanden im Jahr 2020 35 landwirtschaftliche Betriebe (2005: 56 Betriebe) mit einer landwirtschaftlich genutzten Fläche von 1424 ha (2007: 1468 ha), davon waren 874 ha Ackerfläche (2007: 964 ha).

### Bildung
- 3 Grundschulen
- Mittelschule
- Realschule
- Gymnasium
- Förderzentrum Fritz-Felsenstein-Schule[19]
- Förderzentrum „Brunnenschule“
- Sonderpädagogisches Förderzentrum „Christophorus-Schule“

Quelle: 

### Straßenverkehr
Königsbrunn liegt an der Bundesstraße 17 südlich von Augsburg. In ca. 15 Minuten erreicht man das Zentrum von Augsburg, in 20 Minuten die Bundesautobahn 8 Stuttgart-München oder die Bundesautobahn 96 Lindau-München, in knapp 30 Minuten den Flugplatz Augsburg oder den Ammersee und in ca. einer Stunde München und den Flughafen München.

### Schienenverkehr
Die nächstgelegenen Bahnhöfe befinden sich in Augsburg, Kissing, Mering, Bobingen und Oberottmarshausen. Somit war die Stadt Königsbrunn bis Mitte Dezember 2021 die bevölkerungsreichste Gemeinde in Bayern ohne schienengebundenen Personenverkehr. 
Am 12. Dezember 2021 wurde die Verlängerung der Linie 3 der Straßenbahn Augsburg von der Haltestelle Inninger Straße P+R in Augsburg bis nach Königsbrunn Zentrum in Betrieb genommen. Dieses Projekt wurde bereits vor mehr als 40 Jahren konzipiert und die geplante Straßenbahntrasse städtebaulich freigehalten. Seit 2019 war die Verlängerung der Straßenbahnlinie nach Königsbrunn im Bau. Vorbereitend wurde bereits an der projektierten Straßenbahn-Endhaltestelle ein größerer Bus-Umsteigeknoten „Zentrum“ errichtet, der seit der Inbetriebnahme im Dezember 2021 ohne große bauliche Änderungen als Straßenbahnhaltestelle verwendet wird.

### Linienbusse
Bis zum Bau der Straßenbahnverlängerung war der Personennahverkehr in Königsbrunn auf Linienbusse des Augsburger Tarif- und Verkehrsverbunds beschränkt. Die Busse der Linie 733 pendelten zwischen Augsburg-Haunstetten Nord (Endhaltestelle der Straßenbahnlinie 2) und Königsbrunn. Mit zusätzlichen Bussen der Linie 734 wurde in diesem Streckenabschnitt in Hauptverkehrszeiten ein 15-Minuten-Takt erreicht. Die Linie 735 verband Königsbrunn mit der Inninger Straße (Endhaltestelle der Straßenbahnlinie 3). Die einzige umsteigefreie Verbindung mit dem Augsburger Zentrum bestand mit der Schnellbuslinie 740 zwischen Augsburg Hauptbahnhof und Königsbrunn via B 17. Mit der Eröffnung der Straßenbahn im Dezember 2021 trat ein geändertes Stadtbuskonzept für Königsbrunn in Kraft (neue Linien 810, 820, 830, 840). Die Schnellbuslinie 740 entfiel ersatzlos. Die Busverbindungen zwischen Königsbrunn und dem Bahnhof Mering (Linie 100) sowie zum Bahnhof Bobingen (Linie 735/782) bestehen weiterhin, außerdem die Gelegenheitsverbindungen in den südlichen Landkreis (Linien 730/731).

## Behörden und Organisationen mit Sicherheitsaufgaben (BOS)

### Polizei
Die zuständige Polizeiinspektion für Königsbrunn ist die Polizeiinspektion Bobingen.

### Rettungsdienst
Nach Königsbrunn kommen in der Regel die Rettungswagen aus Bobingen, Augsburg-Haunstetten und Mering.
Die ehemalige Rettungswache in Königsbrunn wurde aufgrund der Trend- und Strukturanalyse des Rettungsdienstes in Bayern (TRUST-Gutachten) aufgelöst. Nach einem erneut durchgeführten Gutachten wurde festgelegt, dass ab 1. Oktober 2020 wieder ein Rettungswagen von 07:00 bis 0:00 Uhr im Stadtgebiet Königsbrunn vorgehalten wird. Dieser wird von dem privaten Rettungsdienstunternehmen Bäuerle Ambulanz betrieben.

### Feuerwehr
Die Freiwillige Feuerwehr Königsbrunn wurde 1873 gegründet.
Am Feuerwehrhaus der Freiwilligen Feuerwehr Königsbrunn sind ein Lösch- und ein Rüstzug stationiert. Die insgesamt 10 Fahrzeuge der Freiwilligen Feuerwehr Königsbrunn werden, wie der Rettungsdienst, über die Integrierte Leitstelle Augsburg alarmiert. Das primäre Einsatzgebiet stellt das Stadtgebiet Königsbrunn dar. Allerdings rückt die Feuerwehr auf Anforderung auch zur Unterstützung unter anderem nach Bobingen, Oberottmarshausen oder Mering aus.
Im Schnitt wird die Feuerwehr Königsbrunn zu 250 bis 300 Einsätzen im Jahr alarmiert.

## Persönlichkeiten
- Eberhard Peiker (* 1943), Schauspieler

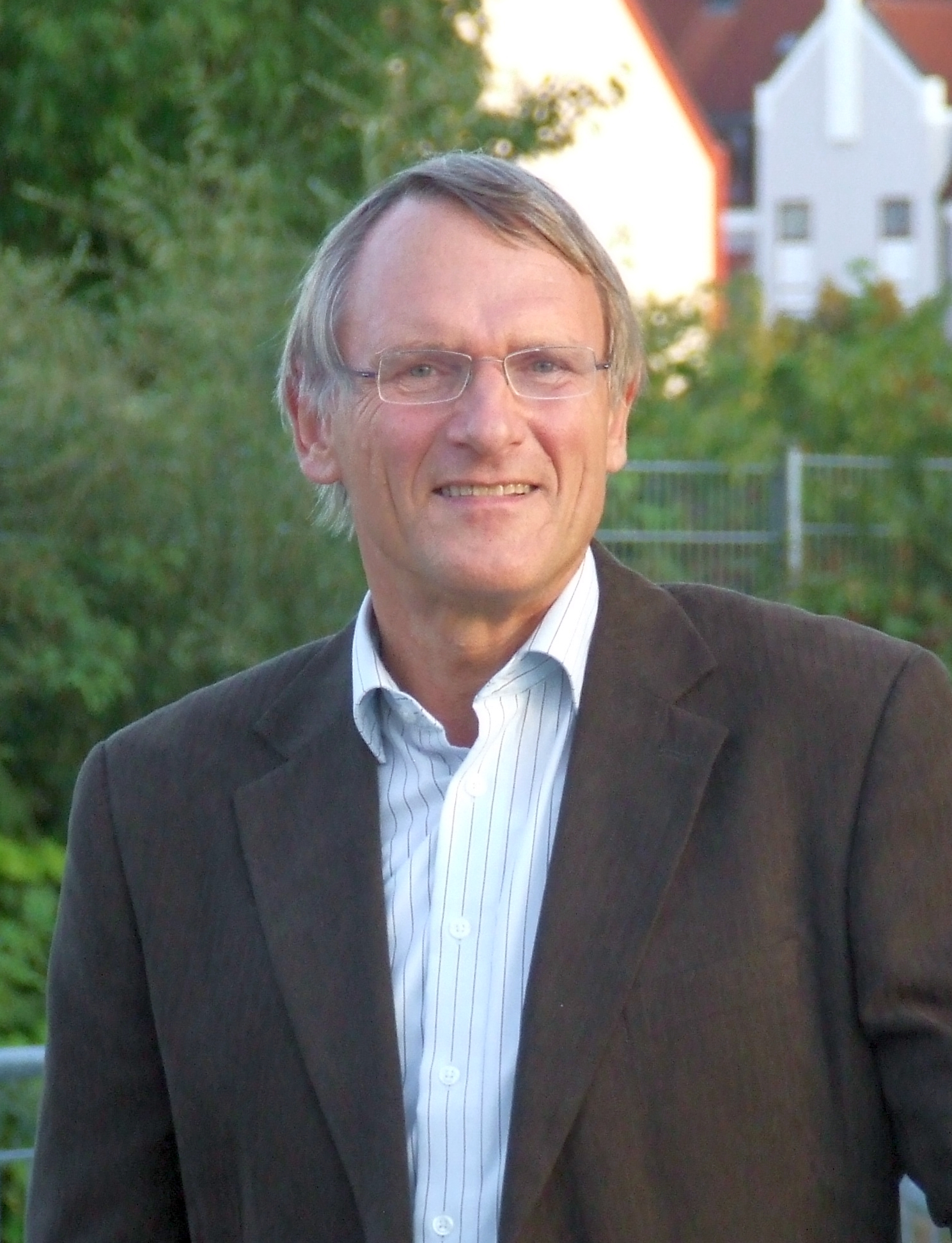
Wolfgang Knabe (2012)

- Wolfgang Knabe (* 1950), Kulturwissenschaftler und Expeditionsleiter
- Armin Strohmeyr (* 1966), Schriftsteller, Kulturpreisträger der Stadt Königsbrunn (2005)
- Darius Kampa (* 1977), Fußballtorhüter, ehemaliger Lizenzspieler, heute Trainer
- Aleksander Polaczek (* 1980), Eishockeyschiedsrichter in der DEL, zuvor Eishockeyspieler (2003–2018 DEL), zuletzt dort Stürmer bei den Augsburger Panthern
- Markus Thorandt (* 1981), Fußballer, 2009–2015 Bundesligaspieler beim FC St. Pauli
- Steffen Tölzer (* 1985), Eishockeynationalmannschaftsspieler, Verteidiger bei den Augsburger Panthern
- Markus Keller (* 1989), Profi-Eishockeyspieler, Torwart bei den Augsburger Panthern
- Jerome Flaake (* 1990), Eishockeyspieler, Stürmer bei den Düsseldorfer EG